# گیرنده پپتید وازواکتیو روده‌ای
گیرنده پپتید وازواکتیو روده‌ای (انگلیسی: Vasoactive intestinal peptide receptor) گیرنده‌ای است برای پپتید وازواکتیو روده‌ای که دو گونهٔ مختلف دارد VPAC1 و VPAC2. این گیرنده تا حدودی نیز به پپتید فعال‌کننده آدنیلات سیکلاز هیپوفیز اتصال می‌یابد. هر دو گیرندهٔ فوق عضوی از ۷ گیرنده جفت‌شونده با پروتئین جی در غشاء سلول هستند.
VPAC1 در دستگاه عصبی مرکزی، کبد، ریه، روده باریک و لنفوسیت‌های تی یافت می‌شود.
VPAC2 در دستگاه عصبی مرکزی، لوزالمعده، ماهیچه‌های اسکلتی، قلب، کلیه، بافت چربی، بیضه و معده وجود دارد.